# Eberhard Grisebach

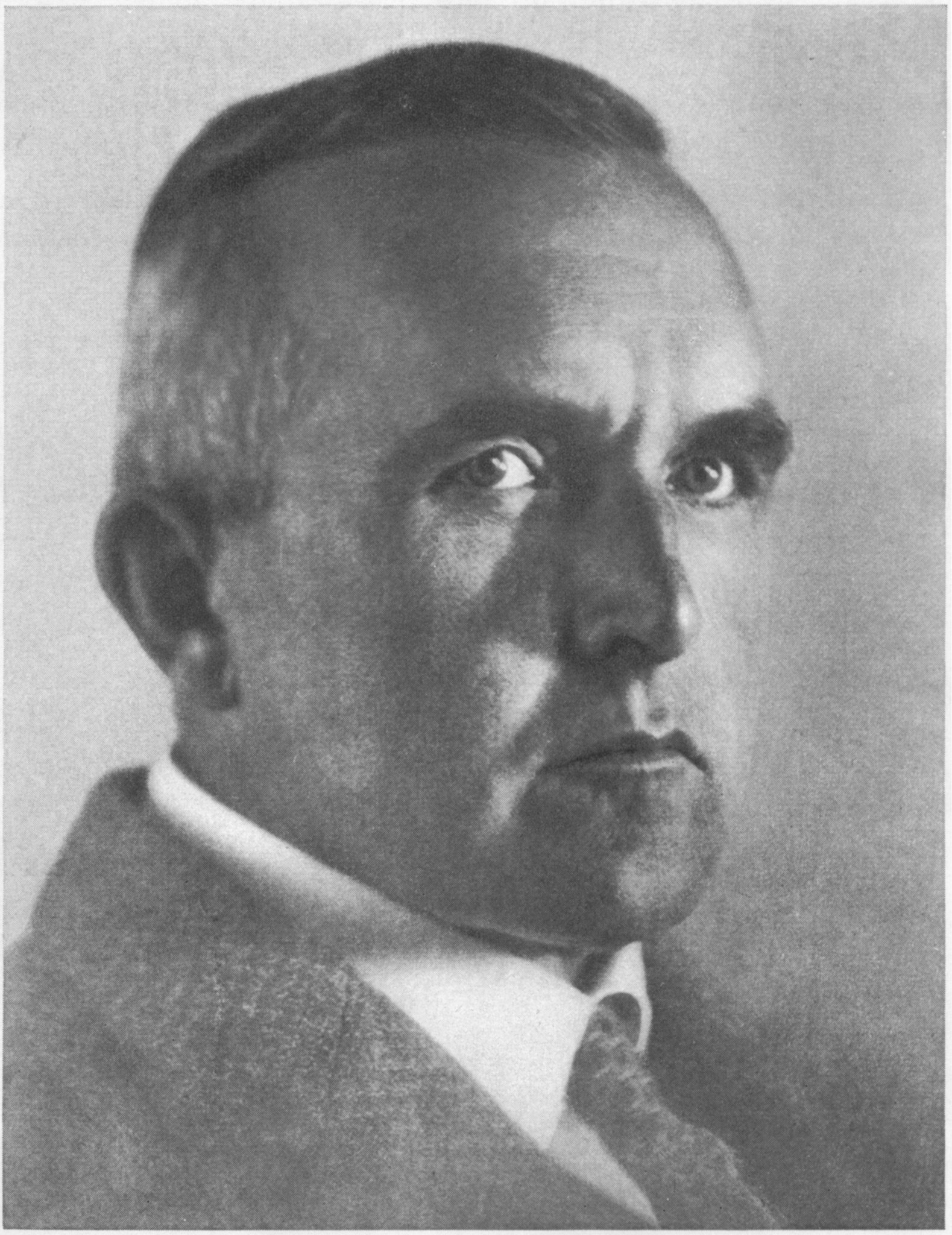
Eberhard Grisebach

Eberhard Grisebach, född 27 februari 1880, död 16 juli 1945, var en tysk filosof och pedagog.
Grisebach var elev till Rudolf Eucken, och professor i Zürich. Grisebach tog i sin filosofi främst hänsyn till kulturutvecklingen och stod romantikerna och även den dialektiska teologin inom protestantismen med företrädare som Friedrich Gogarten nära. Bland hans verk märks Wahrheit und Wirklichkeiten (1919) samt Gegentwart eine kritische Ethik (1929).